# Talking Loud and Clear
Talking Loud and Clear – drugi singiel angielskiego zespołu OMD pochodzący z piątego albumu studyjnego Junk Culture. Singiel został wydany 4 czerwca 1984, a jego produkcją zajął się Brian Tench.
Utwór "Julia's Song" zawarty na stronie b singla, znajduje się także na debiutanckim albumie zespołu.

## Lista utworów
- 7" Picture Disc

1. "Talking Loud and Clear" - 3:53
2. "Julia's Song" - 4:17

- 12"

1. "Talking Loud and Clear (Extended Version)" - 8:50
2. "Julia's Song (Extended Version)" - 8:33

## Pozycje
| Lista (1984)         | Najwyższa pozycja |
| -------------------- | ----------------- |
| German Singles Chart | 18                |
| Irish Singles Chart  | 9                 |
| UK Singles Chart     | 11                |